# Шафер напрокат
«Шафер напрока́т» (англ. The Wedding Ringer) — американская комедийная кинолента режиссёра Джереми Гарелика.
Мировая премьера кинофильма состоялась 14 января 2015 года. Релизом на DVD занялась компания «CP Дистрибуция», релиз состоялся 7 мая 2015 года.

## Сюжет
Дак Харрис преуспевающий владелец юридической фирмы, у него хороший доход и симпатичная девушка Гретхен, на которой он планирует жениться. Дак полностью погружается в подготовку к торжеству — покупает шикарные кольца и смокинг, заказывает элитный ресторан. Но, возникает одна неувязка — в молодости он как-то не обзавелся друзьями, и никто не хочет быть его шафером. Харрису ничего не остаётся, как прибегнуть к помощи агентства, предоставляющего подобную услугу. Агентство Джимми Каллахана обеспечивает главного героя полным сервисом, включая мальчишник и проникновенную речь шафера на свадьбе о невероятных достоинствах жениха.
Казалось бы, проблема решена, но Дак хочет произвести впечатление на Гретхен и заказывает не одного, а семь шаферов. Джимми называет такую услугу «золотой смокинг» и, поначалу, отказывается от заказа, никто из его клиентов еще такого не просил. Дак умоляет согласиться и, посулив оплату в $50 тыс, заключает договор. Гретхен Дак представляет своего друга, как Бика Митчума. Когда она спрашивает о его профессии, Дак не придумывает ничего более умного, как военный священник.
Начинается напряженная подготовка. Джимми находит семерых подставных друзей, сочиняет им имена и фальшивую биографию. У Дака тем временем появляются сомнения и тогда Джимми приглашает его на другую свадьбу с подставным шафером, закончившуюся полным конфузом. Он дает Даку понять, чем ему грозят сомнения и тот соглашается продолжать. Репетиции пройдены и следующий этап: грандиозная холостяцкая вечеринка. Во время неё Даг знакомится со стриптизершей Надей. Розыгрыш друзей Дака приводит его в больницу и очнувшись утром, к своему удивлению, он видит рядом с кроватью Надю, которая искренне беспокоилась за него.
Наступает день свадьбы. За несколько минут до церемонии оказывается, что священник знаком с Джимми и может выдать его. Организаторам приходится импровизировать. Дак сообщает, что вести церемонию будет Бик, который как он удачно придумал – как раз священник. Здесь Гретхен начинает подозревать неладное. Она догадывается, что «Бик» взято от марки лезвий, а «Митчум» марка дезодоранта. Церемония бракосочетания тем не менее проходит довольно гладко. Однако Гретхен выдаёт Бику истинные причины замужества за Даком, свидетельствующие о ее корыстных намерениях. Их разговор случайно слышит Дак. Далее Бик, тем не менее, произносит тщательно подготовленную речь шафера, но сбивается в конце. Он прерывает церемонию бракосочетания и объявляет всем собравшимся, что они стали жертвой розыгрыша. Брак недействителен, так как священник ненастоящий. Джимми и Дак не дожидаясь скандала, тихо покидают церемонию. В концовке вся компания шаферов и некоторых подружек невесты отправляются в путешествие, которое было заказано к медовому месяцу. Дак улетает на Таити с Надей в компании новых друзей.

## В ролях
- Кевин Харт — Бик Митчум/Джимми Галлахен
- Джош Гэд — Дак Харрис
- Кейли Куоко — Грэдхен Палмер
- Алан Ритчсон — Кип
- Эффион Крокетт — Рэджи, сотрудник аэропорта
- Хорхе Гарсиа — Ларч / Гарви
- Клорис Личмен — бабушка Палмер
- Мими Роджерс — Лоис Палмер
- Дженифер Льюис — Дорис Дженкинс
- Оливия Тирлби — Элисон Палмер
- Джош Пек — парень
- Никки Уилан — Надя
- Уитни Каммингс — Холли Манк
- Тристин Мэйс — симпатичная невеста

## Кассовые сборы
При бюджете в 23 миллиона американских долларов, фильм за первый уик-энд собрал $20 649 306. В целом, за 11 недель кассовые сборы картины в США составили 64 460 000 долларов.

## Отзывы
Фильм получил преимущественно отрицательные отзывы кинокритиков.